# Neogutierrezia scutata
Neogutierrezia scutata är en skalbaggsart som beskrevs av Federico Ocampo och Ruiz-manzanos 2010. Neogutierrezia scutata ingår i släktet Neogutierrezia och familjen Rutelidae. Inga underarter finns listade i Catalogue of Life.